# オーストラリアの戦い
オーストラリアの戦い（オーストラリアのたたかい）は、第二次世界大戦中の太平洋戦争において、オーストラリア付近で起こった一連の戦いが日本による大陸侵攻の準備であったと主張し、それらの戦いに調整された関連性があったとする、論争のある史学史用語である。

## 定義
1942年のシンガポールの陥落後、オーストラリア首相のジョン・カーティンは、この損失をダンケルクの戦いと比較した。バトル・オブ・ブリテンはダンケルクの戦い後に発生した。「シンガポールの陥落はオーストラリアの戦いの幕開けだ」とカーティンは述べ、これはイギリス連邦、アメリカ合衆国、さらには英語圏全体を脅かすものであった。日本はオーストラリア侵攻を計画しておらず、1942年2月の時点で侵攻は事実上不可能であったが、オーストラリア政府と国民は間もなく侵攻があると予想していた。この恐怖は1942年6月まで最も強かった。カーティンは2月16日に次のように述べた。
この国の防衛は、もはや戦時下の世界への貢献というものではなく、自国の沿岸を侵略しようとする敵への抵抗という意味を持つ…。今や、これまで働き、戦ってきた以上に働き、戦わねばならない…。この血の試練を乗り越えた後に何を成し遂げたいか、その全ては今我々が成すことにかかっている。

## 史学史と記念行事
オーストラリア帰還兵協会（RSL）およびオーストラリアの戦い記念全国評議会は、珊瑚海海戦、ラビの戦い、ポートモレスビー作戦を含む1942年の一連の戦いを「オーストラリアの戦い」を形成したものとして公式に記念することを求め、10年以上にわたり活動した。この活動は実を結び、2008年にオーストラリア政府はオーストラリアの戦いの記念式典を毎年9月の第1水曜日に開催することを告示し、この日を「オーストラリアの戦いの日」と定めた。この日は「1942年および1943年にオーストラリア防衛のために従軍したすべての人々の奉仕と犠牲」を顕彰する日とされている。この日は祝日ではない。
オーストラリア戦争記念館の元主任歴史家であるピーター・スタンリーは、オーストラリアの戦いという概念は誤りであり、これらの作戦はオーストラリアを標的とした一つの統一作戦を形成していないと主張している。スタンリーはまた、自分の知る限りオーストラリアの戦いが存在したと考える歴史家はいないとも述べている。2006年の講演において、スタンリーはオーストラリアの戦いり、その「戦い」を形成したとされる出来事は緩やかに関連しているに過ぎないと論じた。スタンリーは「オーストラリアの戦い運動は、1942年の甚大な損失に意味を見出したいという願いから直接生じている」そして「オーストラリアの戦いというものは実際には存在しなかった」、なぜなら日本はオーストラリアを標的とする統一的な作戦を展開しなかったからであると述べた。さらに、スタンリーはオーストラリアの戦いという表現は戦時のプロパガンダで使われたことはあったが、1942年の出来事に適用されたのは1990年代以降であり、オーストラリア以外の国ではこの「戦い」が第二次世界大戦の一部として認識されていないとも指摘している。

## さらなる読書
- Rechniewski, Elizabeth (January 2010), “Remembering the Battle for Australia”, Portal: Journal of Multidisciplinary International Studies (UTSePress, Sydney, Australia) 7 (1), doi:10.5130/portal.v7i1.1153, ISSN 1449-2490